# 12234 Shkuratov
12234 Shkuratov (1986 RP2) là một tiểu hành tinh vành đai chính được phát hiện ngày 6 tháng 9 năm 1986 bởi E. Bowell ở Trạm Anderson Mesa thuộc đài thiên văn Lowell.